# Marcillac-Lanville
Marcillac-Lanville település Franciaországban, Charente megyében. Lakosainak száma 509 fő (2022. január 1.). Marcillac-Lanville Ambérac, La Chapelle, Fouqueure, Mons, Genac-Bignac, Aigre és Rouillac községekkel határos.

## Népesség
A település népessége az elmúlt években az alábbi módon változott:
| Lakosok száma | 564  | 551  | 534  | 584  | 586  | 561  | 511  | 492  | 486  | 509  |
|               | 1968 | 1982 | 1990 | 2006 | 2013 | 2015 | 2017 | 2019 | 2020 | 2022 |